# Aphelandra grangeri
Aphelandra grangeri är en akantusväxtart som beskrevs av Emery Clarence Leonard. Aphelandra grangeri ingår i släktet Aphelandra och familjen akantusväxter. Inga underarter finns listade i Catalogue of Life.